# R.E. Farm Cemetery
R.E. Farm Cemetery is een Britse militaire begraafplaats met gesneuvelden uit de Eerste Wereldoorlog, gelegen in het Belgische dorp Wijtschate, een deelgemeente van Heuvelland. De begraafplaats ligt 2.600 m ten zuidwesten van het dorpscentrum. Ze werd ontworpen door Wilfred Von Berg en wordt onderhouden door de Commonwealth War Graves Commission. De begraafplaats heeft een rechthoekig grondplan met een oppervlakte van 1.359 m² en is omgeven door een bakstenen muur. Een ommuurd pad van 35 m, afgesloten met een hek, geeft toegang tot de begraafplaats. Het Cross of Sacrifice staat in de noordwestelijke hoek.
Er worden 179 doden herdacht waarvan 11 niet geïdentificeerd konden worden.

## Geschiedenis
Om Wijtschate is er verschillende malen hevig gevochten. In 1914 bleef het tot 1 november in geallieerde handen. Daarna van juni 1917 tot april 1918 en vanaf 28 september tot het einde van de oorlog.
Ten westen van de weg van Wulvergem naar Wijtschate stond een boerderij (Ferme des Douze Bonniers ofwel Twaalf Bunders) die door de Britten Royal Engineers Farm werd genoemd. De 1st Dorsets startten aan de oostzijde ervan in december 1914 een begraafplaats (No.1). Ze werd tot april 1916 en nu en dan in 1917, gebruikt door gevechtseenheden en veldhospitalen. Hetzelfde bataljon begon in januari 1915 aan de andere kant van de boerderij een nieuwe begraafplaats (No.2). Dit werd echter niet veel gebruikt en had slechts 23 graven die na de wapenstilstand overgebracht werden naar No.1. Toen kreeg ze ook haar huidige naam.
Er liggen 132 Britten en 47 Canadezen begraven.
In 2009 werd de begraafplaats als monument beschermd.